# Igreja e Torre dos Clérigos
Igreja e Torre dos Clérigos (Kościół i  wieża Clérigos) – barokowy kościół w Porto w Portugalii, jeden z symboli miasta. 
Kościół został zbudowany  w XVIII wieku, przez włoskiego architekta i malarza Nicolau Nasoniego. Budowa kościoła rozpoczęła się w 1732, a zakończona około 1750. Front świątyni jest bogato zdobiony przez barokowe motywy, jak wieńce czy muszle. Centralny fryz znajdujący się powyżej okien prezentuje symbole kultu oraz kadzidło. Igreja dos Clérigos był jednym z pierwszych kościołów barokowych w Portugalii, które zaadaptowały barokowy, eliptyczny rozkład budynku.
Torre dos Clérigos (wieża), położona na tyłach kościoła, została zbudowana pomiędzy 1754 a 1763. Budowla była wzorowana na toskańskich Kampanilach. Wieża jest wysoka na 75,6 metra. Aby wejść na szczyt 6-piętrowej wieży, należy pokonać 225 stopni.

## Galeria

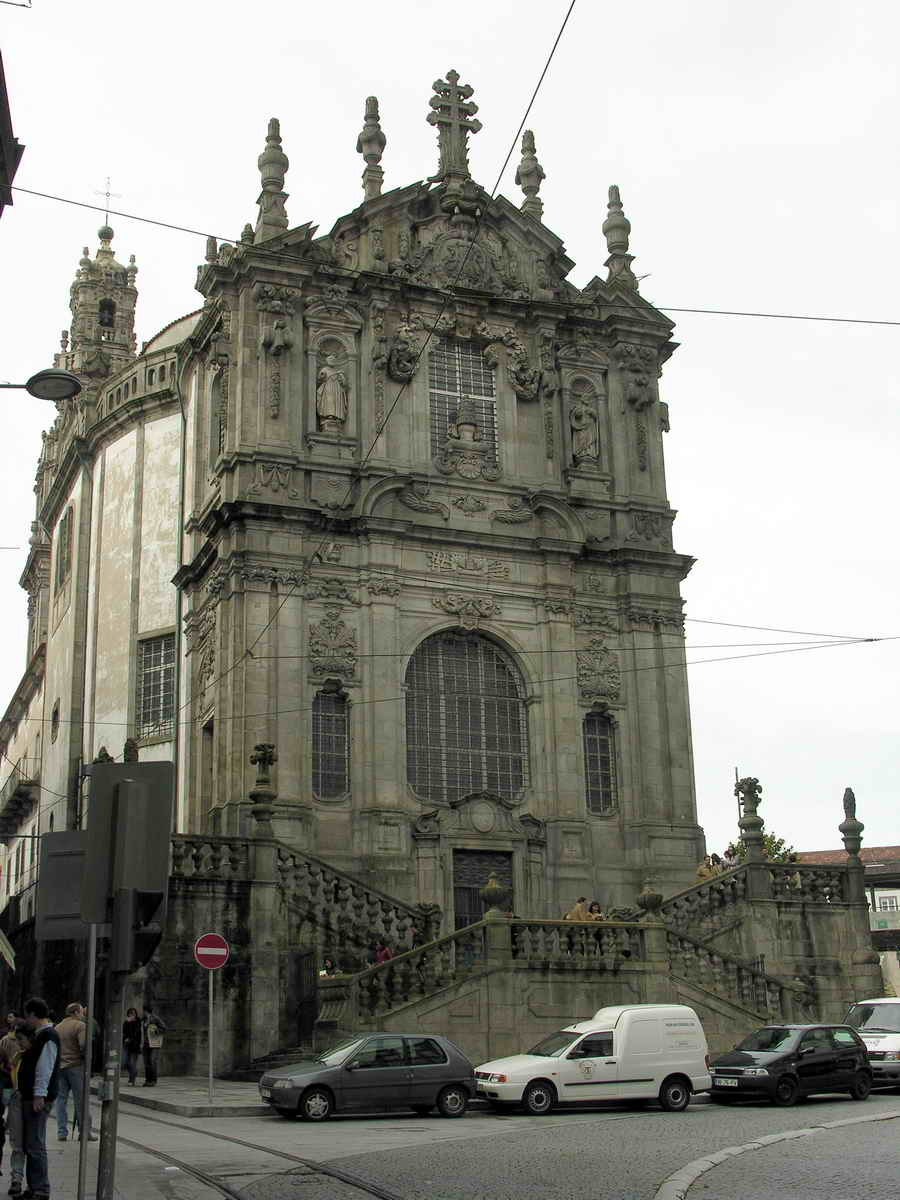
Kościół - Igreja dos Clérigos
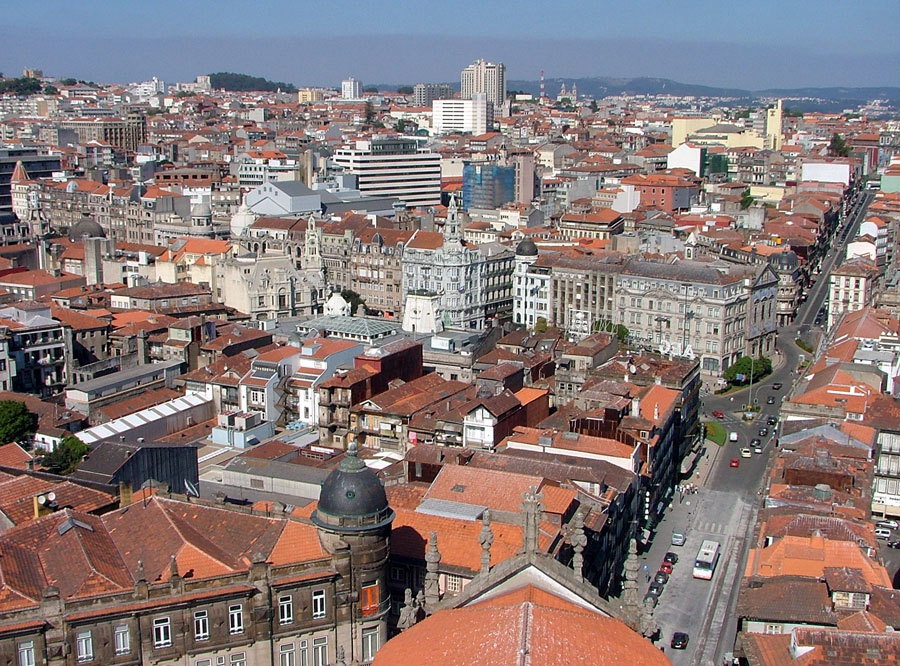
Widok ze szczytu wieży na centrum Porto
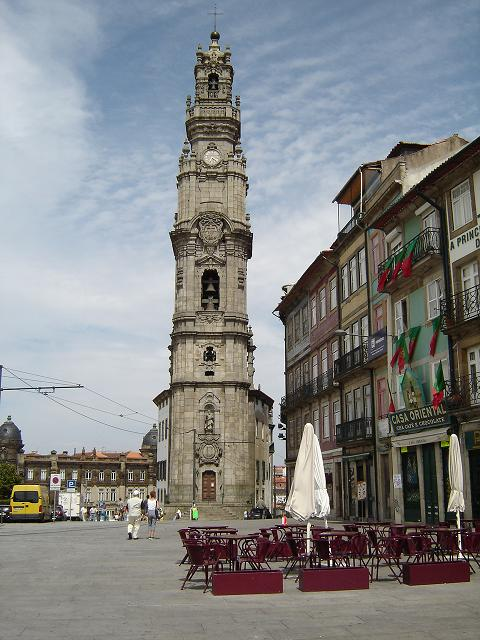
Wieża - Torre dos Clérigos